# Last Day of June
Last Day of June (с англ. — «Последний день Джун») — инди-игра, приключенческая головоломка, разработанная и выпущенная независимой студией Ovosonico 31 августа 2017 года для персональных компьютеров Windows и игровых приставок PlayStation 4, а также 16 марта 2018 года для портативного устройства Nintendo Switch. Игрок управляет мужским персонажем по имени Карл, которой после автомобильной аварии потерял возлюбленную. Карл обнаруживает, что может путешествовать в прошлое, чтобы изменить ход событий. Игрок попадает в разные локации, в разное время и должен решать там задачи и головоломки.
Создание игры началось после того как руководитель разработки Массимо Гуарини увидел музыкальный клип Стивена Уилсона «Drive Home» и захотел развить его идею до полноценного сюжета к видеоигре. При этом Гуарини удалось привлечь к разработке кукольного аниматора клипа — Джесс Коуп, а также самого музыканта Стивена Уилсона, который согласился перезаписать в инструментальной версии свои композиции специально для игры. При работе над художественным стилем создатели вдохновлялись импрессионистским искусством.
Оценки Last Day of June можно охарактеризовать в целом как положительные. Средняя оценка по версии агрегатора Metacritic варьируется от 75 до 76 баллов из 100 возможных в зависимости от платформы. Критики похвалили Last Day of June за её художественный стиль и подачу трагичной истории. Часть обозревателей раскритиковали игровой процесс и необходимость пересматривать одни и те же сцены по много раз.

## Игровой процесс
Last Day of June представляет собой приключенческую головоломку от третьего лица. Игрок изначально контролирует Карла, который отправляется вместе с Джун к озеру на свидание, однако эти планы сорвала автокатастрофа, после чего Джун умерла, а Карл стал инвалидом. Он продолжил свою жизнь один в доме, пока не обнаружил, что может взаимодействовать картинами Джун, и с их помощью влияя на прошлое, а значит на временную линию. Это позволяет игроку перемещаться в разные локации и разное время, чтобы взять под контроль различных персонажей со дня аварии в попытке решить головоломки, чтобы изменить последовательность событий, которые косвенно привели к аварии.
Карлу удаётся предотвратить первоначальную аварию, однако к катастрофе приводит другое событие. Новая и новая попытка предотвратить следующие катастрофы по прежнему продолжают приводить к очередным авариям. В финале игры Карл понимает, что как бы он не изменял временную линию, ему не в силах изменить судьбу человека, обречённого на смерть. Тем не менее данную карму возможно забрать на себя и Карл решает пожертвовать собой, чтобы спасти жизнь Джун и её не рождённого ребёнка. Однако до этого Карл находит зарисовки сделанные Джун, в которых перечислены её собственные попытки спасти Карла.

## Разработка
Разработкой игры занималась независимая студия разработчиков видеоигр Ovosonico из Италии, а издателем выступила 505 Games. Сама Ovosonico известна по выпуску эксклюзивной для PlayStation Vita игры Murasaki Baby. Команда хотела исследовать непопулярные в компьютерных играх жанры, а также привлечь новую аудиторию, не интересующуюся традиционными видеоиграми. Маттиас Траверсо, главный геймдизайнер, заметил следующее: «Я уверен, что у вас есть друзья, которые не играют в видеоигры и часто говорят, что они им не нравятся. Конечно, это нормально: мы все любим разные вещи. Но если бы я пошел к ним и сказал, что я не люблю фильмы или музыку, они посмотрели бы на меня, как на странного человека, потому что они затрагивают всевозможные жанры. Так почему нормально говорить, что кому то не нравятся игры, но не нормально, что не нравятся фильмы и музыка?». Примерно в это время руководитель команды Массимо Гуарини увидел музыкальный клип британского музыканта Стивена Уилсона «Drive Home», где показывалась короткая, но трагичная история человечка, потерявшего свою жену в автокатастрофе. Гуарини был настолько впечатлён увиденным, что загорелся желанием развить данную историю, фактически делая игровой сиквел.
Так, команда решила сделать упор на повествовании и передать чувства, прежде всего сожаление — зацикленность героя на мыслях о трагедии и желании изменить исход, как это было показано в фильме «День Сурка». «Механика сурка», как разработчики её называют была добавлена позже и случайно, однако идея игры с судьбой, «будто ты пешка в шахматной игре судьбы» показалась идеальной, особенно учитывая специфику сюжета. При этом реализация данной механики была достаточно сложна, чтобы в конце концов игрок на запутался и игра сохраняла идею перетасовки событий. При работе над механикой сурка, команда вдохновлялась такими играми, как Chrono Trigger и Life Is Strange, однако если перемещение во времени как правило имеет функциональный смысл, то в Last Day of June оно скорее завязано на переживаниях и эмоциях.
При этом Траверсо критикует понятия «симулятора ходьбы», считая, что многие игроки обесценивают игры, приравнивая отсутствие насилия к отсутствию игрового процесса, заметив также, что например игровая механика может быть использована для повествовательной линии или усиления эмоциональной атмосферы, не означая, что игрок не может на неё влиять, таким образом игра уделяет больше внимание окружению, а не делает персонажа центром вселенной. Массимо Гуарини, руководитель команды. заметил, что мало видеоигр прежде использовали механику для передачи эмоциональных спектров, заметив, что для достижения данной цели игры как правило вставляют кат-сцены, перенимая опыт фильмов, «сами не являясь фильмами». Фактически Last Day of June предлагает пересечение игрового процесса повествования, в которых игровой процесс — это путешествие. В Last Day of June, также важную роль в настроении играет цветовая палитра, которая задаёт эмоциональный тон разных сцен.
Работая над художественной составляющей, команда хотела в целом придерживаться стиля клипа «Drive Home», где представлена утрированно стилизованная фигурка героя без глаз и рта, созданная аниматором Джесс Коуп, с помощью кукольной анимации и известной за создание анимации к мультфильму Тима Бертона «Франкенвини». К счастью для разработчиков, Джесс в восторгом приняла идею создать игру и выступить художественной консультанткой в проекте и помочь написать сценарий к игре. Тем не менее сначала разработчикам и Джесс было тяжело сотрудничать из-за разницы взглядов художника и разработчика видеоигр на конкретные ситуации, однако, однако им удалось найти общий язык. Представленный художественный стиль разработчики описали, как импрессионистский, наподобие картин Клода Моне, основывающийся на внешности главного героя музыкального клипа. Для придания соответствующего и более «мультяшного» вида окружающему миру команда экспериментировала с различными техниками и шейдерами. Сами персонажи и их движения создавались так, чтобы имитировать кукольную анимацию.

## Анонс и выход
Анонс игры состоялся 30 мая 2017 года вместе демонстрацией официального трейлера. Игра была продемонстрирована на выставке E3 2017, в закрытом стенде на витрине 505 Games напротив угла, где Кодзи Игараси демонстрировал свою игру Bloodstained. Однако Last Day of June привлекла с себе внимание за счёт новости о сотрудничестве с британским музыкантом Стивеном Уилсоном, а также фактом того, что один из разработчиков игры — Массимо Гуарини, ранее руководил разработкой экшен-игры Shadows of the Damned. Главный геймдизайнер Маттиас Траверсо позиционировал игру, как нацеленную на тех, кто традиционно не интересуется видеоиграми, в частности он также изучал нестандартные способы рекламы игры.
Last Day of June вышла 31 августа для PlayStation 4 и персональных компьютеров в Steam и 16 марта 2018 года для Nintendo Switch.

## Музыка
Сама игра создавалась под вдохновением песни британского рок-музыканта Стивена Уилсона — Drive Home. Разработчикам удалось связаться лично с музыкантом и предложить ему принять участие в работе. Стивен однако достаточно скептически отнёсся с идее, неприкрыто выражая своё предвзятое отношение в видеоиграм. Гуарини заметил, что в представлении Уилсона, все видеоигры были шутерами, на подобии Call of Duty и музыкант просто не мог понять, каким образом созданная им музыкальная обстановка могла вписаться в игру. При этом через 10 месяцев после предложения музыкант пересмотрел своё отношение, когда получил возможность увидеть прототип игры, и согласился сотрудничать с командой.
Так, в рамках сотрудничества музыкант сыграл свою песню на берегу озера для того, чтобы помочь разработчикам найти вдохновение. Также к игре Уилсон составил атмосферный инструментальный саундтрек, состоящий из песен, из его четырёх сольных альбомов, а также частично из записей проекта Bass Communion. Сами треки специально для игры были перезаписаны с участием музыкальных инструментов, в частности гитары и рояля. Уилсон позже заметил, что всегда мечтал снять фильм со своими композициями и почувствовал, что в некоторой степени осуществил свою мечту. «После чередования треков, которые Массимо выбрал, я был удивлён, как саундтрек звучал сплочённо, будто музыка была создана специально для проекта. Я никогда не думал, что видеоигры можно рассматривать как искусство, но, опробовав „Last Day of June“, теперь не сомневаюсь, что это возможно».
Саундтрек к игре «Last Day of June Soundtrack» официально был выпущен 1 декабря 2017 года, он включает 15 песен Уилсона.
| - 1. Some Things Cannot Be Changed — 2:58 - 2. That Day by The Pier — 3:58 - 3. There Must Be A Way — 1:17 - 4. The Last Day Of June — 8:18 - 5. Suspended In Me — 1:09 - 6. Driving Home — 1:39 - 7. I’m Still Here… — 1:35 - 8. The Boy Who Lost His Friends — 2:16 | - 9. The Crib — 1:05 - 10. Time For A New Start — 3:27 - 11. Suspended In You — 1:18 - 12. Under The Shadow Of My Father — 1:29 - 13. Accept — 4:13 - 14. Deceive — 1:07 - 15. Together, Forever Again — 3:52 |

## Критика
| Сводный рейтинг    | Сводный рейтинг                          |
| Агрегатор          | Оценка                                   |
| ------------------ | ---------------------------------------- |
| GameRankings       | 74,69 %                                  |
| Metacritic         | 75/100 (ПК) 75/100 (PS4) 76/100 (Switch) |
| Иноязычные издания |                                          |
| Издание            | Оценка                                   |
| Gaming Age         | [ 3 ]                                    |
| Polygon            | 8,5/10                                   |
| Worth Playing      | 8,4/10                                   |
| Hobby Consolas     | 82 %                                     |
| Riot Pixels        | 70 %                                     |
| CGMagazine         | [ 18 ]                                   |

Оценки Last Day of June можно охарактеризовать в целом, как положительные. Средняя оценка по версии агрегатора Metacritic варьируется от 75 до 76 баллов из 100 возможных в зависимости от платформы.
Представитель сайта Gaming Age заметил, что Last Day of June совмещает в себе баланс грусти и ностальгии, хотя игрок завершит игру наверняка с чувством разбитого сердца, тем не менее игра достойна называться произведением искусства, хоть и не обычным. Редакция JeuxActu назвала Last Day of June прекрасной сказкой, полной эмоций, игрой с соблазнительной графикой и необычным игровым процессом. Представитель Hobby Consolas аналогично назвал игру оригинальным, интимным и трогательным интерактивным приключением.
Критик сайта Polygon похвалил Last Day of June, заметив, что несмотря на абстрактную и примитивную внешность персонажей, они получились настолько же человеческими, как «самый тщательно отрисованный супергерой, запечатлённый в движении», и даже без какой-либо речи язык человечков понятен и универсален. А сама представленная история о любви, потере, ярости, ревности, гордыне и надежде настолько универсальна, что её в теории можно представить где угодно, хоть «в древних Фивах, средневековом Теночтитлане или в любом месте в пространстве или времени». Критик заметил, что Last Day of June это скорее интерактивный и крайне нелинейный фильм, в который нельзя играть в классическом понимании.
Часть критиков оставили смешанные отзывы. Например, представитель сайта ZTGD заметил, что прохождение в Last Day of June идёт совершенно медленно, что порой может абсолютно удручать. Застревание за попыткой решения очередной головоломки может сделать этот процесс ещё медленнее. Повторяющаяся история и характер обсуждаемых тем приводят к тому, что игроку приходится снова и снова испытывать множество одних и тех же сцен, которые невозможно пропустить. Сам игровой процесс не предлагает много контента. Аналогично заметил критик сайта GameSpot, указав на то, что сюжетная линия — это спасительная составляющая игры, которая тем не менее не приносит пользы игровому процессу. Несомненно в игре есть потенциал, позволяющий изменять события прошлого, однако подаваемое эмоциональное воздействие разрушается об необходимость снова и снова повторять одно и то же событие.

## Комментарии
1. ↑  Тут есть игра слов, Last Day of June можно перевезти и как «Последний день июня». А именно в последний день июня (june) герой отправился на свидание с Джун (June), и в этот день она умерла